# Приглашение на выборы

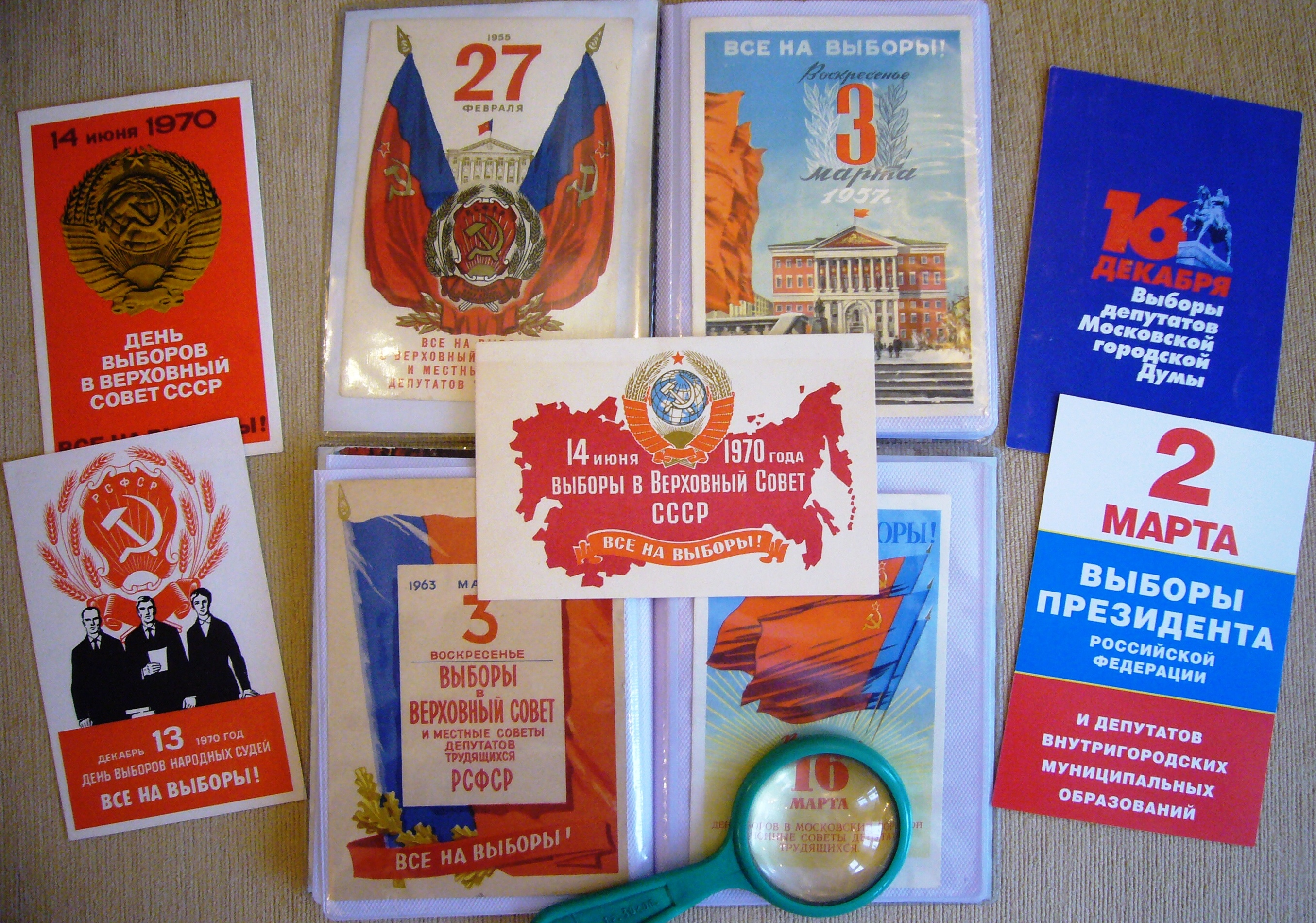
Приглашения на выборы СССР и России разных лет (лицевая сторона)

Приглаше́ние на вы́боры — информационная листовка, обычно в формате открытки, с призывом избирателю прийти на выборы, содержащая, как правило, информацию о выборах, месте и времени их проведения, контактных данных избирательной комиссии. Представляя определённый художественный и несомненный исторический интерес, приглашения на выборы являются предметом коллекционирования.

## По странам

### СССР
В отношении СССР иногда такие приглашения называют "открытками «Все на выборы», что связано с тем, что во времена СССР на них непременно стояла надпись — лозунг «Все на выборы». Одна сторона приглашений обычно была художественно иллюстрирована, другая — содержала текст информационного характера. Текст на приглашениях в советское время содержал неизменные компоненты: слова «Уважаемый товарищ _____________. Напоминаем Вам, что в воскресенье …» и призыв прийти на выборы и отдать свой голос за кандидатов блока коммунистов и беспартийных. Приглашения на выборы рассылались от имени «доверенных Окружного предвыборного совещания представителей трудящихся», «агитколлектива» и всегда имели характер предвыборной агитации, призывая голосовать за кандидатов «блока коммунистов и беспартийных».

### Россия
В России приглашения избирателей на выборы утратили характер предвыборной агитации, сохранив только функцию информирования о выборах, времени их проведения и месте нахождения избирательного участка, и всё чаще стали содержать только текст без каких-либо изображений. В России также сложилась практика направления избирательной комиссией избирателям двух приглашений: одно приглашает заблаговременно проверить включение избирателя в списки избирателей, второе — принять участие в самих выборах.

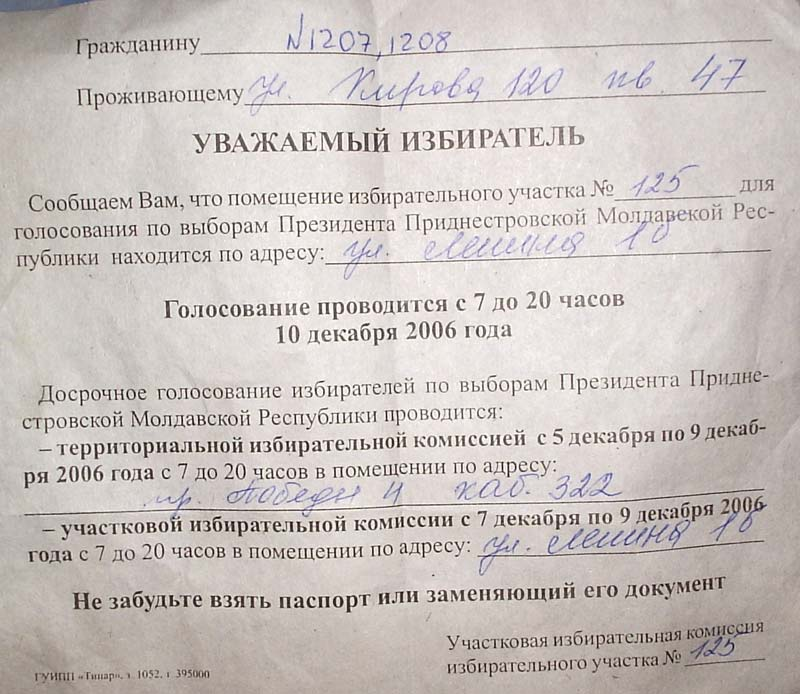
Приглашение на выборы в ПМР

### Украина
Участковая избирательная комиссия дважды присылает каждому избирателю Украины именные приглашения (укр. іменні запрошення) с уведомлением о включении его в список избирателей соответствующего избирательного участка, с указанием названия всех видов местных выборов, в которых предстоит голосовать, номера избирателя в списке, адреса участковой избирательной комиссии, её номера телефона и распорядка работы, а также времени и места голосования. Такие именные приглашения направляются избирателям соответственно не ранее чем за 25 дней и не позднее чем за 7 дней до дня выборов. При проведении одновременно с выборами народных депутатов Украины или Президента Украины местных выборов избирателям посылаются именные приглашения с указанием и всех видов местных выборов. Форму именного приглашения утверждает Центральная избирательная комиссия.

### Германия
В Германии при проведении голосования на выборах в бундестаг избиратели обязаны предъявлять вместе с удостоверениями личности и приглашения на выборы.